# Jatibanjar
Jatibanjar is een bestuurslaag in het regentschap Jombang van de provincie Oost-Java, Indonesië. Jatibanjar telt 2563 inwoners (volkstelling 2010).